# 野幌東町
野幌東町（のっぽろひがしまち）とは、北海道江別市の町丁。郵便番号は069-0825。人口は2,222人、世帯数は1,111世帯（2023年12月1日現在）。丁目の設定のない単独町名である。住居表示は全域で未実施。

## 地理
野幌東町は函館本線の南東部に位置し、また、函館本線に面している。

## 歴史

### 年表
- 1981年（昭和56年）
  - 7月1日 - 「東野幌」の一部が「野幌東町」に町名地番変更[5]。
- 2019年（令和元年）
  - 11月2日 - 「野幌町」の一部が「野幌東町」に町名地番変更[5]。

### 町名の変遷
町名の変遷は以下の通りである。
| 実施後   | 実施年月日    | 実施前（各町名ともその一部） |
| -------- | ------------- | ---------------------------- |
| 野幌東町 | 1981年7月1日  | 東野幌                       |
| 野幌東町 | 2019年11月2日 | 野幌町                       |

## 世帯数と人口
2023年（令和5年）12月1日現在の世帯数と人口は以下の通りである。
| 町丁     | 世帯      | 人口    |
| -------- | --------- | ------- |
| 野幌東町 | 1,111世帯 | 2,222人 |
| 計       | 1,111世帯 | 2,222人 |

### 人口の変遷
国勢調査による人口の推移。
| 1995年（平成7年）  | 2,157人 | [ 6 ]  |  |
| 2000年（平成12年） | 2,266人 | [ 7 ]  |  |
| 2005年（平成17年） | 2,299人 | [ 8 ]  |  |
| 2010年（平成22年） | 2,265人 | [ 9 ]  |  |
| 2015年（平成27年） | 2,189人 | [ 10 ] |  |
| 2020年（令和2年）  | 2,143人 | [ 11 ] |  |

### 世帯数の変遷
国勢調査による世帯数の推移。
| 1995年（平成7年）  | 775世帯 | [ 6 ]  |  |
| 2000年（平成12年） | 890世帯 | [ 7 ]  |  |
| 2005年（平成17年） | 938世帯 | [ 8 ]  |  |
| 2010年（平成22年） | 958世帯 | [ 9 ]  |  |
| 2015年（平成27年） | 978世帯 | [ 10 ] |  |
| 2020年（令和2年）  | 969世帯 | [ 11 ] |  |

## 小・中学校の通学区
小・中学校の通学区は以下の通り。
| 町丁     | 字・番地 | 小学校       | 中学校     |
| -------- | -------- | ------------ | ---------- |
| 野幌東町 | 全域     | 東野幌小学校 | 野幌中学校 |

## 施設

### 公共・公的施設
- 江別市東野幌青少年会館（野幌東町62-3）[13]

### 公園
- 東野幌公園（野幌東町62-2）[14]
- むつみ公園（野幌東町39）[14]

### 企業・店舗
- セイコーマート 野幌駅前店（野幌東町5-17）[15]

### 医療・福祉
- 紺野内科医院（野幌東町19-5）[16]
- 平賀内科クリニック（野幌東町26-26）[16]
- さいとう歯科小児歯科クリニック（野幌東町29-12）[16]
- 川口クリニック（野幌東町54-11）[16]

## 交通

### 鉄道
- 鉄道駅は町内には存在しない[17]。最寄り駅は函館本線の野幌駅[17]。
  -  北海道旅客鉄道
    - ■函館本線

### バス
- 町内に ジェイアール北海道バス及び夕張鉄道の路線がある[18]。

### 道路
一般国道
- 町内に一般国道は存在しない[19]。

一般道道
- 町内に一般道道は存在しない[19]。

都市計画道路
- 3・4・348 旭通[19][20]